# Анократия
Анокра́тия — политический режим, имеющий как демократические, так и автократические институциональные характеристики.
Впервые слово появилось в работе Мартина Бубера 1946 года в качестве противопоставления анархии: «не отсутствие правительства, а отсутствие господства». Словосочетание «открытая» и «закрытая» анократия используется в рейтинге Polity IV для категоризации политического устройства государств. Несмотря на довольно широкое использование слова в политологии, оно не имеет общепринятого определения, то есть не является термином. В частности, ряд авторов под анократией понимают режим, в котором оппозиционные группы имеют некоторые возможности для участия в государственном управлении, но в то же время в нём не развиты институты для разрешения недовольств.
Анократия, или полудемократия, — это форма правления, которая в общих чертах определяется как частично демократия и частично диктатура, или как «режим, сочетающий в себе демократические и автократические черты». Другое определение классифицирует анократию как «режим, который допускает некоторые средства участия через поведение оппозиционных групп, но имеет неполную разработку механизмов для удовлетворения жалоб». Термин «полудемократический» зарезервирован для стабильных режимов, сочетающих в себе демократические и авторитарные элементы. Ученые отличают анократии от автократий и демократий по их способности поддерживать власть, политическую динамику и политические программы. Аналогичным образом, в этих режимах есть демократические институты, которые допускают номинальную конкуренцию. Такие режимы особенно подвержены вспышкам вооруженных конфликтов и неожиданным или неблагоприятным сменам руководства.
Операциональное определение анократии широко используется учеными Монти Дж. Маршаллом и Бенджамином Р. Коулом в Центре системного мира, которые получили большую часть своего распространения через ряды данных о государственном устройстве. Набор данных направлен на измерение демократии в различных государствах и сохраняет анократию в качестве одного из методов классификации типов режима. Следовательно, анократия часто появляется в литературе по демократизации, которая использует набор данных о политическом устройстве.
В отличие от традиционной демократии, полудемократические режимы, также известные как гибридные режимы, известны тем, что руководствуются демократией, а не либеральной демократией . Полудиктаторские режимы обладают диктаторской властью с некоторыми демократическими ценностями и, несмотря на свой авторитарный характер, имеют выборы. В закрытой анократии конкуренты выбираются из элиты. В открытой анократии соревнуются и другие. Число анократических режимов с течением времени неуклонно росло, причем наиболее заметный скачок произошел после окончания Холодной войны. С 1989 по 2013 год количество анократий увеличилось с 30 до 53.